# Uccidi Django… uccidi per primo!!!
Uccidi Django… uccidi per primo!!! ist ein 1970 unter der Regie von Sergio Garrone entstandener und im deutschen Sprachraum nicht gezeigter Italowestern. In den Hauptrollen spielen Giacomo Rossi Stuart und Aldo Sambrell.

## Handlung
Der Bankier Burton ist Besitzer fast aller Minen der Gegend, was er mit Hilfe von Martinez’ Bande erreicht hat. Nur der alte Thomas Livingstone setzt ihm eine unnachgiebige Haltung entgegen. Sein junger Freund Johnny wird, als Livingstone stirbt, von Burton wegen Mordes angeklagt. Er kann aber auf die Hilfe der enttäuschten Liebhaberin Burtons, Lupe, zählen, die alle miesen Taten enthüllen will. Johnny und Lupe tun sich zusammen und bringen die Verbrecher zur Strecke.

## Kritik
Der Western besteht nur aus den bekannten Versatzstücken in Handlung und Personal. Der Regisseur kann daraus kein wirksames Ergebnis fertigen.

## Bemerkungen
Bei den spanischen Koproduzenten hieß der Film „Tequila“.